# У далекій країні
У далекій країні (англ. The Far Country) — американський техніколорний вестерн 1954 року, знятий режисером Ентоні Манном з Джеймсом Стюартом, Рут Роман, Волтером Бреннаном, Джоном Макінтайром та Корінн Кальве у головних ролях. Написаний Борденом Чейзом, сценарій фільму розповідає про самовпевненого шукача пригод, який професійно займається перегоном худоби. Він береться доставити велике стадо із Сіетлу на Аляску. Йому не вдається домовитися про перевезення худоби морем і він вирішує переганяти стадо своїм ходом, але зустрічається з корумпованим суддею, переганяючи худобу до Доусона, територєю Юкона. Це один з небагатьох вестернів, дії яких відбуваються на Алясці — серед інших — «Спойлери» та «Північ на Алясці», хоча його там не знімали. Це була четверта спільна робота Ентоні Манна та Джеймса Стюарта у вестерні.

## Сюжет
У 1896 році Джефф Вебстер (Джеймс Стюарт) чує про Клондайську золоту лихоманку, і він разом з товаришем Беном Тейтем (Волтер Бреннан) вирішують перегнати своїм ходом стадо великої рогатої худоби до Доусон-Сіті в Юконі. Слідуючи через Скаґвей він дратує самозваного суддю Ґеннона (Джон МакІнтайр), який конфіскує його стадо. Не дивлячись на це, Джефф і Бен повертаються до міста, щоб забрати тварин та переслідують банду Ґеннона. Після перетину кордону з Канадою Джефф завдяки вдалим попереджувальним пострілам переконує банду Ґеннона відмовитися від худоби, утім суддя попереджає заарештувати Джеффа, коли він буде повертатися через Скаґвей.
Коли Джефф добирається до Доусона, він і там стикається із беззаконня і будь яким способом намагається його обійти. Він продає з аукціону своє стадо ціною по 2 долари за фунт (70 доларів за фунт у цінах 21 століття) новоприбулій Ронді Касл. Тепер, шукаючи свою наступну пригоду, Джефф та Бен використовують 40 000 доларів (1.3 мільйона доларів у цінах сьогодення) зі своїх доходів, щоб купити наявне золото, невдовзі подвоївши свої гроші.
Ронда відкриває салон у партнерстві з Ґенноном, який починає обманювати шахтарів. Ґеннон та його озброєні люди з'являються, щоб захопити свою частку, що перетворює Доусон на небезпечне містечко. Джефф тримається осторонь, замість цього планує потай прокрастися річкою з міста, поки Ґеннон буде зайнятий. Однак Ґеннона повідомили, що Бен закуповує додаткову каву для довгої подорожі; його люди вбивають Бена і ранять Джеффа, врешті-решт змушуючи його перейти на їх бік.
Джефф кличе Ґеннона, щоб залагодити суперечку між чоловіком, але лиходій влаштовує засідку. Ронда вибігає, щоб попередити Джеффа, і отримує смертельний постріл у спину. Джефф убиває Ґеннона під час перестрілки, і решта його банди погоджуються покинути місто, а не битися з усіма набридлими давніми жителями, які нарешті знайшли мужність і озброїлися, щоб сміливо протистояти банді.

## Актори

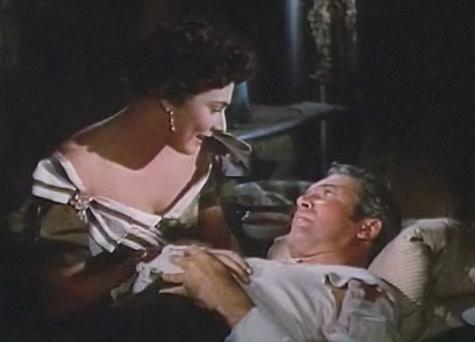
Рут Роман та Джеймс Стюарт

- Джеймс Стюарт — Джефф Вебстер
- Рут Роман — Ронда Кестл
- Корінн Кальве — Рене Валлон
- Уолтер Бреннан — Бен Тейтем
- Джон Макінтайр — суддя Ґеннон
- Джей К. Фліппен — маршал Руб Морріс
- Гаррі Морган — Кетчум
- Стів Броуді — Айвз
- Конні Гілкрайст — Хоміні
- Роберт Дж. Вілк — Медден
- Чуббі Джонсон — Дасті
- Роял Дано — Люк
- Юджин Борден — лікар Валлон
- Джек Елам — Ньюберрі
- Едді Уоллер — Юкон Сем
- Кетлін Фріман — Гриць
- Конні Ван — Моласссес[6]

## Історична довідка
Персонаж Ґеннона може бути пов'язаний із персонажем Соупі Сміта, впевненого в собі злодія та лідера банди, який керував містом Скагвей під час Золотої лихоманки на Алясці. Він був убитий під час перестрілки, хоча не так, як показано у фільмі. Велику рогату худобу загнали до Сіетла, відправили в Скагвей, а потім погнали далі до Доусона, на загальну відстань близько 1500 миль.

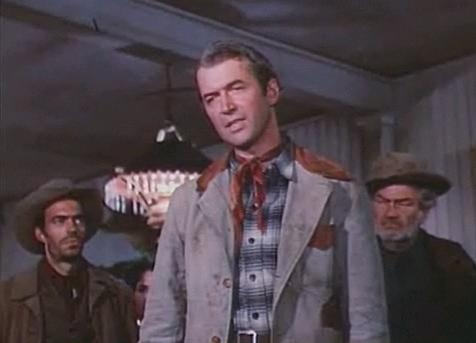
Джек Елам, Джеймс Стюарт і Джей К. Фліппен

## Виробництво
Місця зйомок
- Льодовик Атабаска, Альберта, Канада
- Національний парк Джаспер, Альберта, Канада[7]

## Прийняття
Фільм вперше вийшов на екрани влітку 1954 року у Великій Британії. Він вийде в США в лютому 1955 року, Стюарт брав відсоток від прибутку. 1955 року Вільям Гетц підрахував, що Стюарт заробив на фільмі 300 000 доларів.